# Ватерлоо (містечко, Нью-Йорк)
Ватерлоо (англ. Waterloo) — місто (англ. town) в США, в окрузі Сенека штату Нью-Йорк. Населення — 7378 осіб (2020).

## Демографія
Згідно з переписом 2010 року, у місті мешкали 7642 особи в 3118 домогосподарствах у складі 2008 родин. Було 3386 помешкань
Расовий склад населення:
| - 95,9 % — білих - 1,5 % — чорних або афроамериканців - 0,3 % — азіатів - 0,1 % — корінних американців |

До двох чи більше рас належало 1,8 %. Частка іспаномовних становила 2,5 % від усіх жителів.
За віковим діапазоном населення розподілялося таким чином: 21,1 % — особи молодші 18 років, 60,6 % — особи у віці 18—64 років, 18,3 % — особи у віці 65 років та старші. Медіана віку мешканця становила 43,3 року. На 100 осіб жіночої статі у місті припадало 92,3 чоловіків;  на 100 жінок у віці від 18 років та старших — 89,9 чоловіків також старших 18 років.
Середній дохід на одне домашнє господарство  становив 59 132 долари США (медіана — 49 337), а середній дохід на одну сім'ю — 69 571 долар (медіана — 58 750). Медіана доходів становила 44 932 долари для чоловіків та 37 804 долари для жінок. За межею бідності перебувало 14,2 % осіб, у тому числі 23,5 % дітей у віці до 18 років та 4,1 % осіб у віці 65 років та старших.
Цивільне працевлаштоване населення становило 3799 осіб. Основні галузі зайнятості: освіта, охорона здоров'я та соціальна допомога — 30,0 %, роздрібна торгівля — 16,8 %, виробництво — 15,5 %.